# Andrés de Boet Bigas
Manuel Paz Montes fou un periodista i polític madrileny, diputat a les Corts Espanyoles durant la restauració borbònica.
Era periodista del diari El Mundo, vinculat al Partit Liberal. En gener de 1919 va substituir en el seu escó Manuel Paz Montes, elegit diputat pel districte de Nules (província de Castelló) per la fracció demòcrata de Manuel García Prieto del Partit Liberal a les eleccions generals espanyoles de 1918, guanyat en una dura disputa amb el candidat conservador (el baró de Càrcer i el candidat carlí (Jaime Chicharro Sánchez-Guió). A les eleccions de 1919 fou derrotat pel candidat carlí, qui es presentaria amb suport de la fracció ciervista del Partit Conservador.